# La Algaida
La Algaida es una pedanía de Archena (Región de Murcia, España). Con 2097 habitantes (datos del INE para 1 de enero de 2023), se encuentra a la vera del río Segura.
La Algaida constituye el núcleo de población más importante del término municipal, exceptuando la propia Villa. Desde febrero de 2000 La Algaida ha pasado a ser oficialmente una pedanía, con lo cual el alcalde pedáneo habrá de ser elegido directamente por los vecinos y no por el alcalde como ocurría hasta ahora, al mismo tiempo se ha constituido una Junta de Vecinos.

## Historia
La primera mención que tenemos en el Archivo Municipal sobre La Algaida data de 1492.
Desde siempre La Algaida, por la privilegiada situación de sus terrazas junto al Segura, constituyó una de las zonas más ricas y favorables para los cultivos. En ella han tenido propiedades importantes familias entre las que podemos citar a los Molina, Llamas, Fontes, de Luna, Campos, Melgarejo, etc. 
Probablemente su población no fue muy abundante hasta casi el siglo XIX, estando constituida principalmente por barracas de huerta diseminadas. Son muchas las referencias que se conservan en el archivo sobre la importancia de la barca y los muchos perjuicios que causaba cuando quedaba fuera de servicio debido las crecidas del río, cosa que ocurría con demasiada frecuencia, quedando el vecindario privado de atender el cultivo de sus terrenos. Concretamente, en un acta del pleno del Ayuntamiento de 1777, se recoge que el barco está fuera de servicio "y el común de esta Villa sufriendo sus imponderables perjuicios por no poder pasar al otro lado así para el tráfico como para el correo y cultivo de las haciendas que en el otro lado tienen". Hay que señalar que el uso del barco era gratuito para los vecinos de Archena.
La inauguración del puente de Archena tuvo lugar en 1865 y es seguro que ejerció una notable influencia en el aumento de población de La Algaida, que en los escritos es considerada una aldea, mientras que Las Arboledas, Arboleja y El Hurtado eran considerados caseríos. Según una hoja estadística, La Algaida contaba en 1887 con 67 edificaciones y 308 vecinos, lo que representa unos 1200 habitantes. No es de extrañar que con esta población se solicitara en 1875 la creación de una escuela para este partido y el de Torre Junco. Esta escuela sufrió diversos avatares e intentos de cierre por parte del Ayuntamiento: "En vista de...que no ha llegado a tener casi ninguna concurrencia de niños desde que se inauguró siendo una de las razones que explican este hecho las condiciones con que está formado aquél barrio rural compuesto de barracas y otras viviendas situadas a largas distancias unas de otras y algunas más cerca de la población principal de nuestra villa que de la misma escuela". También se alegaba para preconizar su cierre la falta de pago de los vecinos al maestro.
En 1863 tenemos constancia por primera vez del nombramiento de un alcalde pedáneo para el partido de La Algaida. También para los Baños hubo un alcalde pedáneo. Las barracas fueron desapareciendo poco a poco, sustituidas por otras edificaciones más sólidas que implicaban un menor riesgo de incendios.
En 1900 corrió la noticia de que una mujer de La Algaida conocida como "La Quica" tenía visiones en las que se le aparecía la Virgen. Fueron muy numerosos los forasteros que vinieron a visitarla, haciéndose amplio eco la prensa del fenómeno.
La antigua ermita de La Algaida estaba en funcionamiento al menos desde 1912. Hace pocos años fue íntegramente demolida y levantada la actual en su lugar, que continúa la advocación de la patrona, la Virgen del Rosario.
A finales del siglo XIX La Cierva compró la mayor parte de las tierras de La Algaida al Marqués de Corvera. Este cambio de propiedad supuso una importante modificación en el sistema de explotación de las tierras, pasando del popular "rento" en el que los agricultores directos eran arrendatarios, a ser cultivada por jornaleros. Los algaideros resultaron tremendamente perjudicados al no poder sembrar cultivos complementarios para su subsistencia, lo que acarreó el desastre y el hambre. Para evitar los lógicos conflictos, La Cierva consiguió traer una unidad de la Guardia Civil que se instaló en la hoy denominada Casa de la Tía Remedios, donde se domina toda la huerta. A raíz de este problema se creó la primera Asociación de Vecinos, que acabó consiguiendo que el nuevo propietario aceptara sus condiciones y volviese al sistema de arrendamiento.
En La Algaida la ganadería ha tenido un mayor peso que en el resto del término, celebrándose una importante feria ganadera que tenía lugar el tercer domingo de octubre, coincidiendo con las fiestas del Rosario. Esta feria aparecía en los calendarios nacionales junto con las de Molina y Lorquí, que se celebraban los domingos anteriores. 
La comunicación entre La Algaida y Los Torraos, que hoy cuenta con un espléndido puente, se realizaba antes por medio de dos cables de acero. Los vecinos de ambos lados habían desarrollado tal práctica que eran capaces de cruzarlo con canastos de habas, alfalfa, hierbas o albaricoques. En La Algaida había una importante muestra del bosque de ribera, constituido básicamente por chopos y álamos blancos. Esta alameda constituía un paseo muy agradable y popular.
Durante la República fueron muchos los propietarios denunciados por la denominada Sociedad de Obreros Agrícolas de Archena por falta de cultivo en fincas de su propiedad. En 1936, iniciada ya la Guerra Civil, se procedió a la incautación de fincas de personas poco afines a la República o presuntamente simpatizantes del movimiento del 18 de julio. Entre ellos figuraba don Juan de la Cierva, cuyas propiedades pasaron a ser enajenadas al precio de 80 céntimos por metro cuadrado. Finalizada la guerra fueron devueltas sus fincas a la familia La Cierva. Poco a poco los algaideros haciendo gala de su fama de laboriosos y ahorradores han ido comprando sus tierras y ahora mismo podemos decir que la propiedad está bastante repartida, como en el resto del término municipal.

## Fiestas
Las fiestas se celebran en la 3.ª semana de septiembre. La Algaida siente una profunda devoción por la Virgen del Rosario, en cuyo honor se celebran las fiestas patronales, aunque no en octubre sino en septiembre. Las fiestas se viven intensamente en la localidad, tanto que es costumbre que los jóvenes alquilen bajos durante esos días para pasarlos reunidos en pequeñas peñas. Los días de festejos tienen cabida para todos los momentos típicos de las fiestas rurales, música, servicios religiosos, gastronomía y mucha diversión. Los años no han cambiado las tradiciones de estas fiestas en las que la presencia de reinas y damas es habitual en los distintos eventos. Entre las actividades que se realizan podemos destacar campeonato de fútbol sala, carreras de cintas, los concursos de dibujo, los juegos infantiles y originales eventos como la concentración motera, el día del azulete. A estos actos más destacados hay que sumar un día dedicado a la tercera edad con actuaciones musicales, la representación de una obra de teatro y un desfile de carrozas en el que se conceden premios. La actuaciones musicales son casi diarias, ya sean conciertos de rock, danza, grupos vocales de renombre, espectáculos disco, charamitas, pasacalles, orquestas y bandas de música. El apartado gastronómico queda representado por las invitaciones colectivas a churros, embutidos, gachasmigas (conocidas como "migas" en otros lugares), sardinadas y paellas gigantes, organizadas en el parque del canal. 
- Datos: Q5961936